# Hugo Villaverde
Hugo Villaverde (Santa Fe, 1954. január 27. – 2024. november 17.) válogatott argentin labdarúgó, középhátvéd.

## Pályafutása

### Klubcsapatban
1973 és 1975 között a Colón, 1976 és 1989 között az Independiente labdarúgója volt. Az Independiente csapatával négy argentin bajnoki címet és egy Copa Libertadores győzelmet szerzett.

### A válogatottban
1979-ben öt alkalommal szerepelt az argentin válogatottban.

## Sikerei, díjai
Independiente
- Argentin bajnokság
  - bajnok (4): 1977 Nacional, 1978 Nacional, 1983 Metropolitano, 1988–89
- Copa Libertadores
  - győztes: 1984
- Interkontinentális kupa
  - győztes: 1984

## Statisztika

### Mérkőzései az argentin válogatottban
| Argentína | Argentína         | Argentína                        | Argentína   | Argentína | Argentína | Argentína  | Argentína | Argentína |
| #         | Dátum             | Helyszín                         | Hazai       | Eredmény  | Vendég    | Kiírás     | Gólok     | Esemény   |
| --------- | ----------------- | -------------------------------- | ----------- | --------- | --------- | ---------- | --------- | --------- |
| 1.        | 1979. április 25. | Buenos Aires, Estadio Monumental | Argentína   | 2 – 1     | Bulgária  | barátságos | -         |           |
| 2.        | 1979. május 22.   | Bern, Wankdorfstadion (SUI)      | Argentína   | 0 – 0     | Hollandia | barátságos | -         |           |
| 3.        | 1979. május 26.   | Róma, Olimpiai Stadion           | Olaszország | 2 – 2     | Argentína | barátságos | -         |           |
| 4.        | 1979. május 29.   | Dublin, Lansdowne Road           | Írország    | 0 – 0     | Argentína | barátságos | -         |           |
| 5.        | 1979. június 2.   | Glasgow, Hampden Park            | Skócia      | 1 – 3     | Argentína | barátságos | -         |           |
|           | Összesen          |                                  |             | 5         | mérkőzés  |            | 0         | gól       |